# Великий Двор (Минская область)
Вели́кий Двор (бел. Вялі́кі Двор) — деревня в Столбцовском районе Минской области Беларуси. В составе Старосверженского сельсовета. До 2013 года входила в Воротищенский сельсовет. Население 166 человек (2009).

## География
Великий Двор находится на границе с Несвижским районом в 5 км к северу от Городеи и в 18 км к юго-западу от Столбцов. Рядом с деревней проходит ж/д магистраль Минск — Брест, в 1,5 км от Великого Двора имеется платформа Воротище. С запада к Великому Двору примыкает деревня Новая Вёска, севернее проходит автодорога Р2. Местность принадлежит бассейну Немана, у Великого Двора начинается небольшая речка Городейка, впадающая в Ушу в черте Городеи.

## История
Начиная с XVI века и вплоть до конца XVIII века имение Городий (старое название Великого Двора) принадлежало Радзивиллам. Кароль Радзивилл Пане Коханку продал усадьбу роду Митарновских, которые в свою очередь в 1818 году перепродали её братьям Брохоцким.
Брохоцкие возвели в первой трети XIX века в имении Городий дворянскую усадьбу. Усадьба была выстроена в стиле классицизма и включала в себя усадебный дом, парк, крахмальный завод, мельницу и хоздвор. К усадебному дому вели длинная берёзовая аллея.
После смерти Адама Брохоцкого в 1858 году имение перешло его дочерям, которые построили в усадьбе сыроварню, сыр производившийся здесь именовался «брохоцкий» или «литовский» и его известность перешагнула пределы региона.
В 1890 году имение приобрели князья Святополк-Мирские, владельцы Мирского замка. В 1914 году в усадебном доме разместили госпиталь. Первая мировая и Советско-польская война привели к разорению имения и гибели ряда построек.
После подписания Рижского мирного договора (1921 год) регион вошёл в состав межвоенной Польши. В усадьбу вернулись бывшие владельцы Святополк-Мирские, но сосредоточились на имении в Мире, оставив усадьбу Городий в заброшенном состоянии. В 1930-х годах усадебный дом был конфискован польским правительством у владельцев в счёт долгов. В отремонтированном здании была открыта школа, которая начала свою деятельность 1 сентября 1934 года. Во время Второй мировой войны была разрушена значительная часть хозпостроек. После войны в усадебном доме вновь открылась школа, существующая и поныне.

## Население
- 1999 год — 119 жителей
- 2009 год — 166 жителей[5]

## Достопримечательности
- Фрагменты комплекса бывшей усадьбы Брохоцких (первая половина XIX века): усадебный дом, парк, водоём —  Историко-культурная ценность Республики Беларусь, шифр 613Г000610.
  - Усадебный дом. Хорошо сохранился. Ныне в нём действует школа
  - Руины дома управляющего и хозпостроек
  - Камера для сушки льна
- Православная церковь иконы Богоматери «Неупиваемая Чаша» (2008 год)

## Галерея

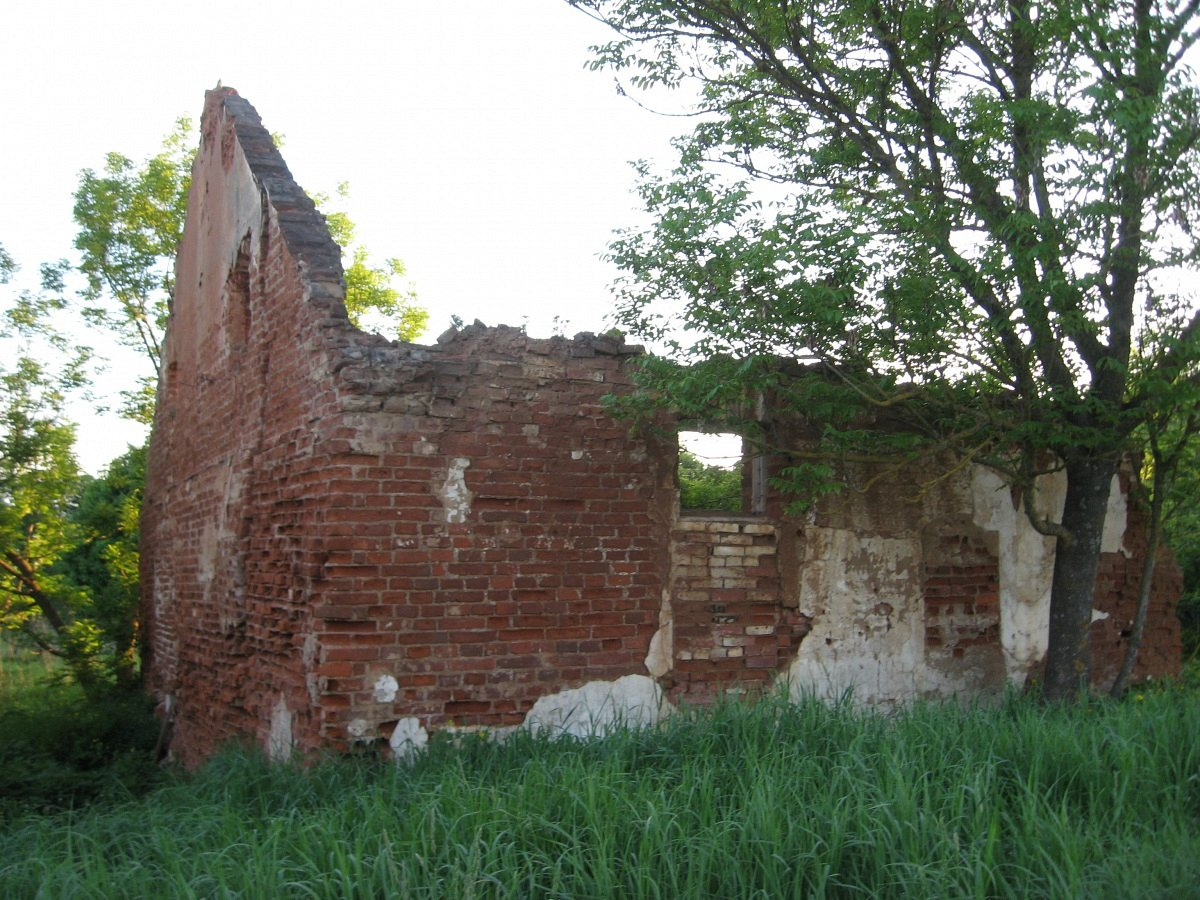
Руины дома управляющего
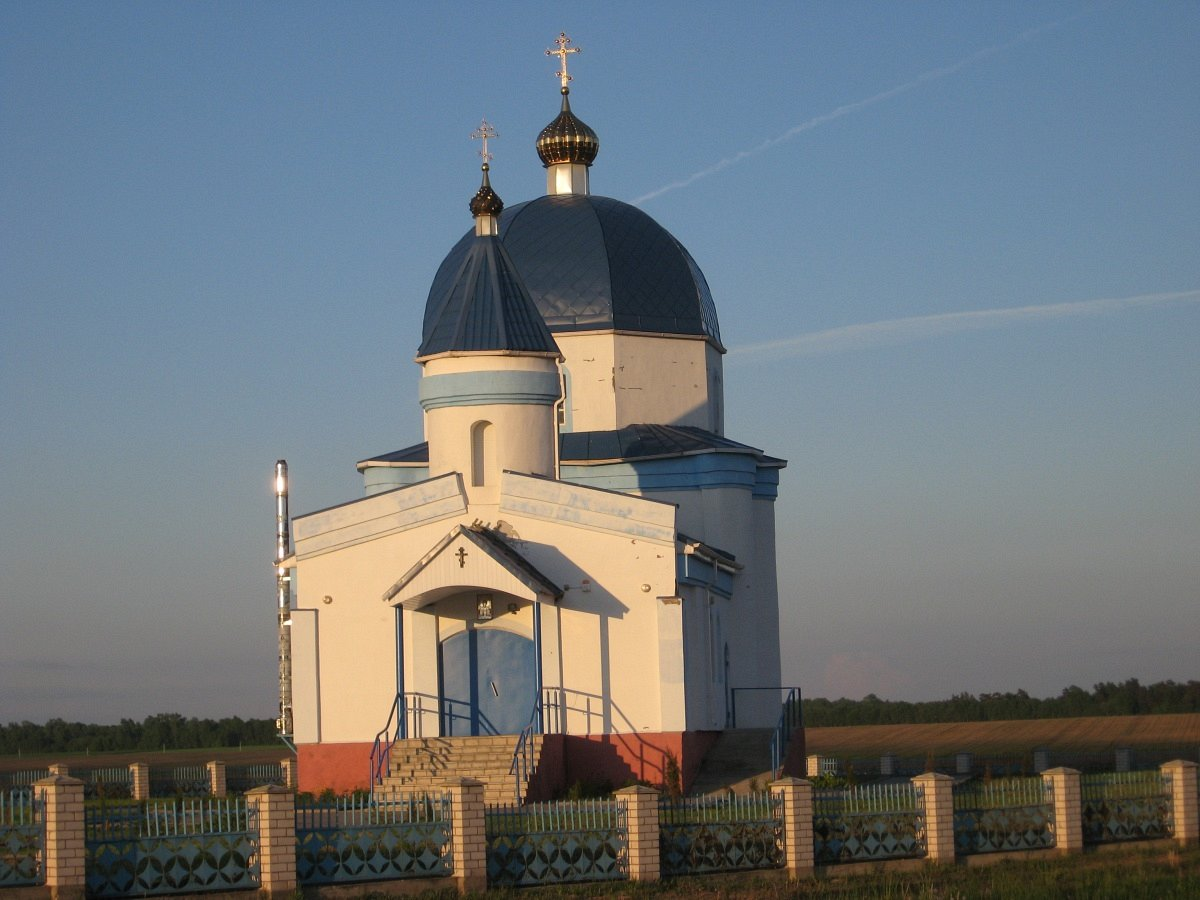
Церковь